# Mariano Hernández García
Mariano Hernández García (n. Lorca (Murcia); 1943) sacerdote, profesor terapéutico especializado en sordos, Maestro Artesano por la CARM e iconógrafo murciano que desde un eremitorio urbano viene desarrollando su vocación como pintor, dorador con técnicas y materiales clásicos de las distintas escuelas de la iconografía ortodoxa: copta, etíope, griega-península balcánica, rusa, rumana, bielorrusa, polaca y ucraniana. Es especialista asimismo en otros trabajos como son las restauraciones de pintura y escultura y la realización de  repujado en plata para las cubiertas de los iconos.

## Biografía
Maestro de Primera Enseñanza (Murcia) 1962.
Licenciado en Filosofía y Letras (Universidades de Murcia, Barcelona y Valencia) 1964 al 1968.
Comienza en Cuenca en 1973 su dedicación a la iconografía mediante la meditación, realización e investigación artística y técnica de los diferentes estilos iconográficos. 
Consigue una mayor profundización continuando estos estudios en Madrid, Roma (Comunidad de Santa María della Scala. Trastevere) , cursos intensivos en Grecia (diferentes profesores-popes de iglesias en Atenas y Creta), Rusia y en Francia (Taller de Iconografía de la Iglesia de Rito Bizantino-Ucraniano en Bd. Saint Germain de París).  
Profesor de Pedagogía Terapéutica (Madrid). Especialista en Lengua de Signos Española 1987.
Sacerdote Católico (Seminario Conciliar de Cuenca 1987, Universidad Pontificia Angelicum de Roma y Seminario Mayor Mater Ecclesiae de Roma 1988 al 1989.
Ordenado presbítero por el Papa San Juan Pablo II en la basílica de San Pedro el 28 de mayo de 1989).
Pontificia Facultad Teológica Teresianum de Roma 1990.
Seminario Conciliar de Madrid 1992 al 1995. 
Bachiller en Sagrada Teología por la Universidad Pontificia de Salamanca 1992.
Licenciado en Derecho Canónico (Universidad Pontificia Comillas-Madrid) 1993.
Licenciado en Teología Espiritual (Universidad Pontificia de Comillas de Madrid) 1995.
Párroco de la Parroquia Personal de Sordos con atención pastoral a toda la población sorda y sordo-ciega de la diócesis de Cartagena (Murcia) por nombramiento del Obispo Ilmo. Sr. D. Javier Azagra Laviano 1995.
Director de Lengua de Signos Española en cursos organizados por el Sindicato de Profesores de la Región de Murcia Anpe 1997-1998.
Responsable del Oratorio San Felipe Neri de Derecho Diocesano (Murcia) 1995. 
Socio n.º 55 de la Asociación Española del Icono Yaroslav (Madrid) 2002,
Socio fundador de la Asociación Acción Social del Sordo de Murcia 2003.
Encargado en la diócesis de Bruselas de la Pastoral de Fieles de Lengua Española por nombramiento del vicario episcopal Lodewijk Vermeir cardenal-arzobispo Mgr Godfried Danneels 2003.
Fundador presidente de la Asociación Murciana Neri por Inmigrantes 2005.
Artesano honorífico de la Región de Murcia nºAH-0136 por resolución de 4 de octubre de 2007 de la Dirección General de Comercio y Artesanía (Consejería de Economía, Empresa e Innovación).
Maestro Artesano Honorífico con número de Registro MAH-0014 por resolución de 5 de marzo de 2014 de la Dirección General de Comercio y Artesanía (Consejería de Economía, Empresa e Innovación) de la Región de Murcia.
Profesor Honorífico en la Universidad Juan Carlos I de Madrid 2018.
Premio honorífico en la VII edición de los premios Ruralmur 2019

## Estilo y obra
M. Hernández desde su primera época y a lo largo de toda su dedicación a la iconografía sigue la tradición de los maestros medievales (herederos de la pintura paleocristiana, Al Fayoum e influencias áulicas bizantinas y árabes) que empleando fórmulas y materiales específicos dieron origen a un nuevo lenguaje plástico que desde Constantinopla se extendió por Rusia y todo el Occidente.
Los iconos de M. Hernández son fieles reproducciones de distintas escuelas que a su vez pertenecen a dos grandes grupos:
A).- Escuelas Griegas–Península Balcánica. Vienen dorados y pintados siguiendo las normas recogidas por Dionisie Din Furna en “Hermeneia Picturii Bizantine” monje del monte Athos del siglo XVIII. El estilo propio de estos iconos es consecuencia de la técnica del pincelado con que son realizados. Las transparencias se consiguen por la superposición de pinceladas graduando su intensidad y con el empleo del tiento y el caballete.
B).- Escuelas Rusas. Vienen realizados los iconos de M. Hernández según compilaciones tradicionales provenientes de archivos, colecciones privadas y museos. Una de estas últimas y completas compilaciones corresponde a Markelov G.V. en “Russiam icon desings . A compendium of 500 canonical imprints and transfers of the fifteenth to nineteenth centuries “ Ed. Ivan Limbakh. Las transparencias son realizadas  por el procedimiento del “pequeño lago” o “charco” pintándose horizontalmente.

Los personajes. No presentan movilidad, su pasividad es indicio de eternidad como expresión de una vida sin relación a temporalidad alguna.
Los rostros. Enmarcados en una luz irreal en un espacio supraterrestre,  son representados de frente con grandes ojos, labios cerrados.
La luz. No existe foco alguno de luz exterior, la luz viene irradiada desde el mismo personaje.
Relaciones espacio-temporales. Los personajes se encuentran situados más allá de una realidad cotidiana por lo que no existen relaciones de espacio ni de tiempo respecto a ellos.
Perspectiva inversa. En los iconos la perspectiva no solamente no es lineal sino que ni siquiera es neutral como la axonométrica. El  punto de fuga no se sitúa en el horizonte sino que se encuentra en el anterior delantero confluyendo en el mismo espectador lo que hace posible que éste pueda moverse contemplando ambos lados del objeto. El arte contemporáneo ha vuelto a emplear la perspectiva inversa en autores tan importantes como David Hockney.
Los materiales. M. Hernández emplea materiales preparados artesanalmente por él mismo, desde la realización del soporte (en madera tratada y secada en su Taller) trabajado en cofre, liso o travesaños. La tabla es  rayada e imprimada con cola de conejo (preparada según fórmulas tradicionales)  y tela de lino (en algodón común o tarlatana) para después ser enyesada (yeso de Bolonia y Creta) y dorada. El oro de ley (dorado al agua con bruñido de piedra de ágata o con mixtión) de simple o doble capa. La pintura es preparada con pigmentos a la moleta para aglutinarlos con huevo. El icono es finalizado con una protección de barniz de clara de huevo o a la cera con olifa.
Como soporte, además de la madera emplea también el pergamino, el papiro cuando se trata de reproducciones de iconos de la iglesia egipcia copta y las iglesias árabes  libanesa y siríaca.
Mención especial merece la producción en iconos de cristal  de  M. Hernández cuya técnica ha estudiado y recibido directamente de iconógrafos rumanos especialistas en pintura sobre cristal.

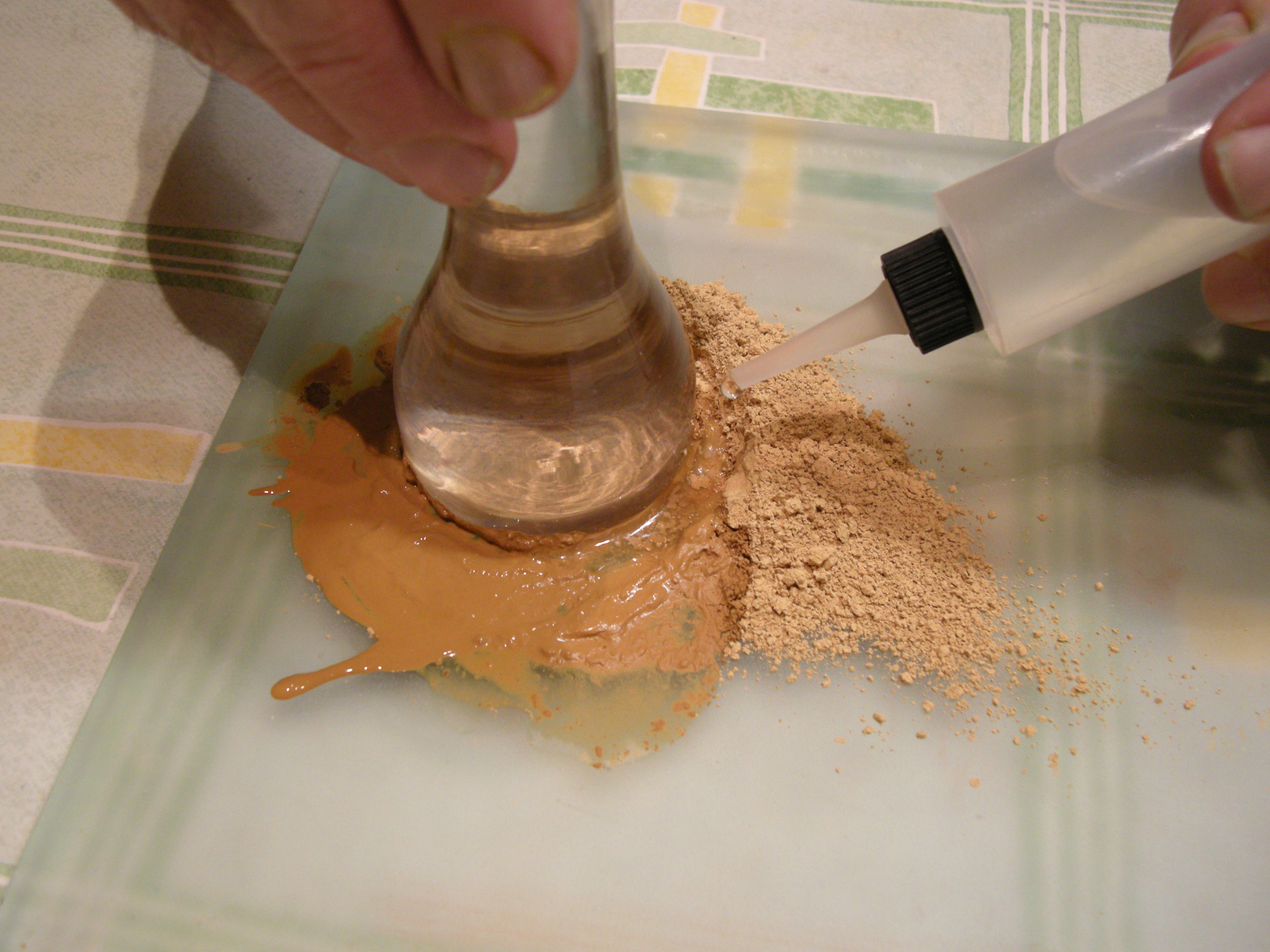
Triturando pigmentos con la moleta sobre cristal esmerilado

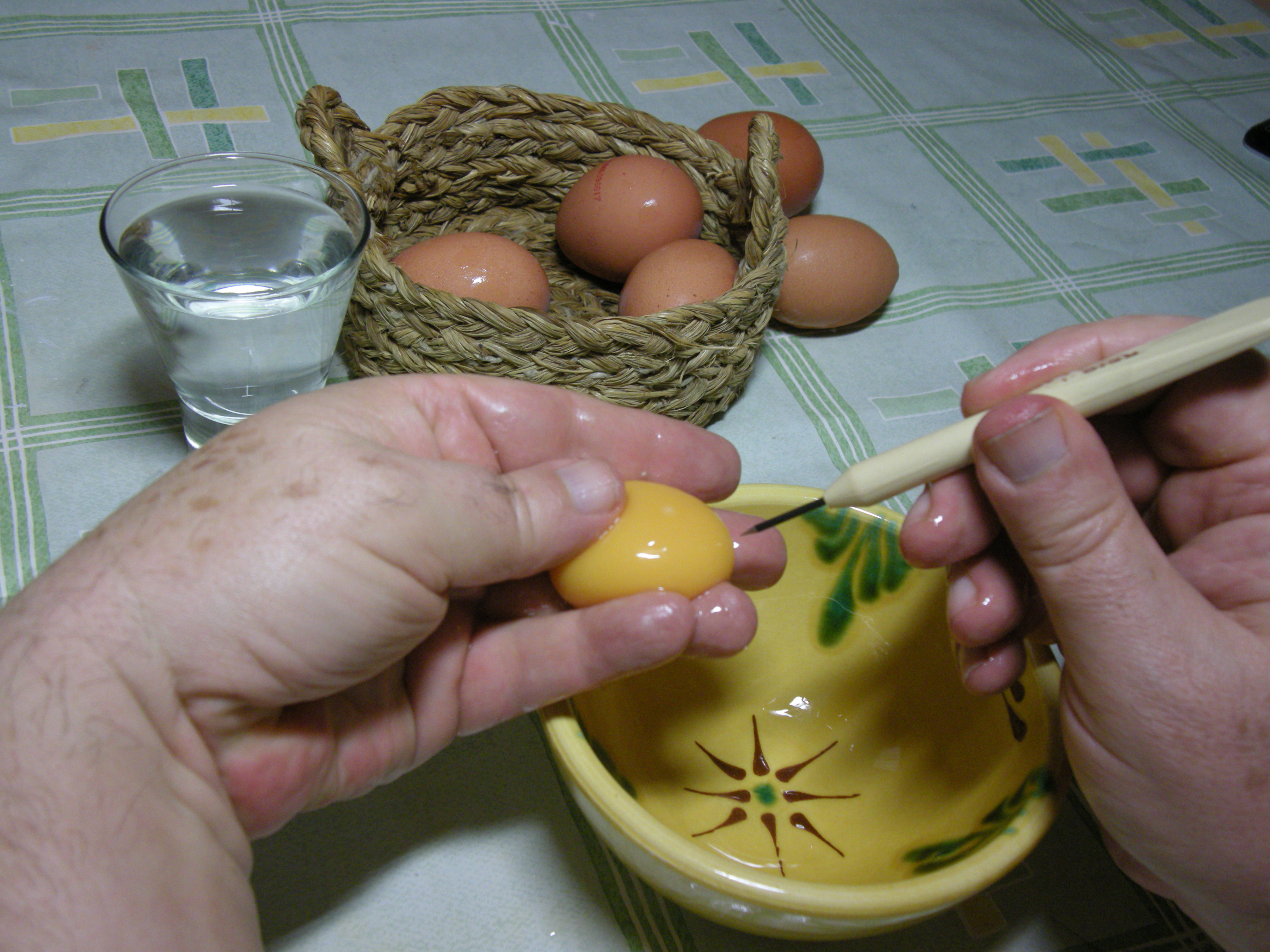
Pinchando la yema del huevo para desechar la membrana y la chalaza

Protección de los iconos. Para la protección de alguna de sus obras el iconógrafo trabaja artesanalmente en madera los llamados “kiot” (cajas protegidas con cristal)  y en plata de ley las cubiertas que repujadas cubrirán  la superficie del icono exceptuando rostros y manos.

## El Taller Mhega
Desde 1995,  M. Hernández ha venido dirigiendo el Taller de Iconografía Mhega en Murcia habiendo dado cursos presenciales en todos los niveles:  desde el  inicial al de perfeccionamiento en diferentes idiomas (inglés, francés, italiano, lengua de signos española, ruso, rumano y ucraniano) tanto en el Taller,  como en instituciones como los Centros de Artesanía de la Región de Murcia, El Museo Arqueológico de Cartagena, Museo de la Universidad de Murcia, Museo del Teatro Romano etc.
M. Hernández desde 2005 ha venido realizando un voluntariado ocupándose de la formación pictórica de grupos marginados: sordos (con clases de iconografía y repujado en cubiertas de plata en Lengua de Signos Española) e inmigrantes (mayoritariamente africanos con la enseñanza de pintura desde sus fuentes rumano-bizantinas en oro y cristal a la conocida  pintura “sous verre” senegalesa).
El Taller en la actualidad desde su página web continúa  realizando una función pedagógica de una manera totalmente gratuita por medio de una completa exposición teórica de los diversos materiales, fórmulas, escuelas y procedimientos para la realización de un icono y abierto a consultas de iconógrafos.
Se completa esta imprescindible información teórica con numerosos vídeos de realización práctica de los trabajos que comprenden el ciclo completo del aprendizaje de la iconografía: el soporte, la imprimación, el enyesado, el dorado, la pintura y el barnizado. 
También se encuentran publicados vídeos monográficos de otras especialidades referidas a materiales iconográficos (la nogalina, pigmentos a la moleta, cola de conejo, temple al huevo, goma laca, imprimaciones) el policromado, restauración de imágenes y repujado de plata para iconos.

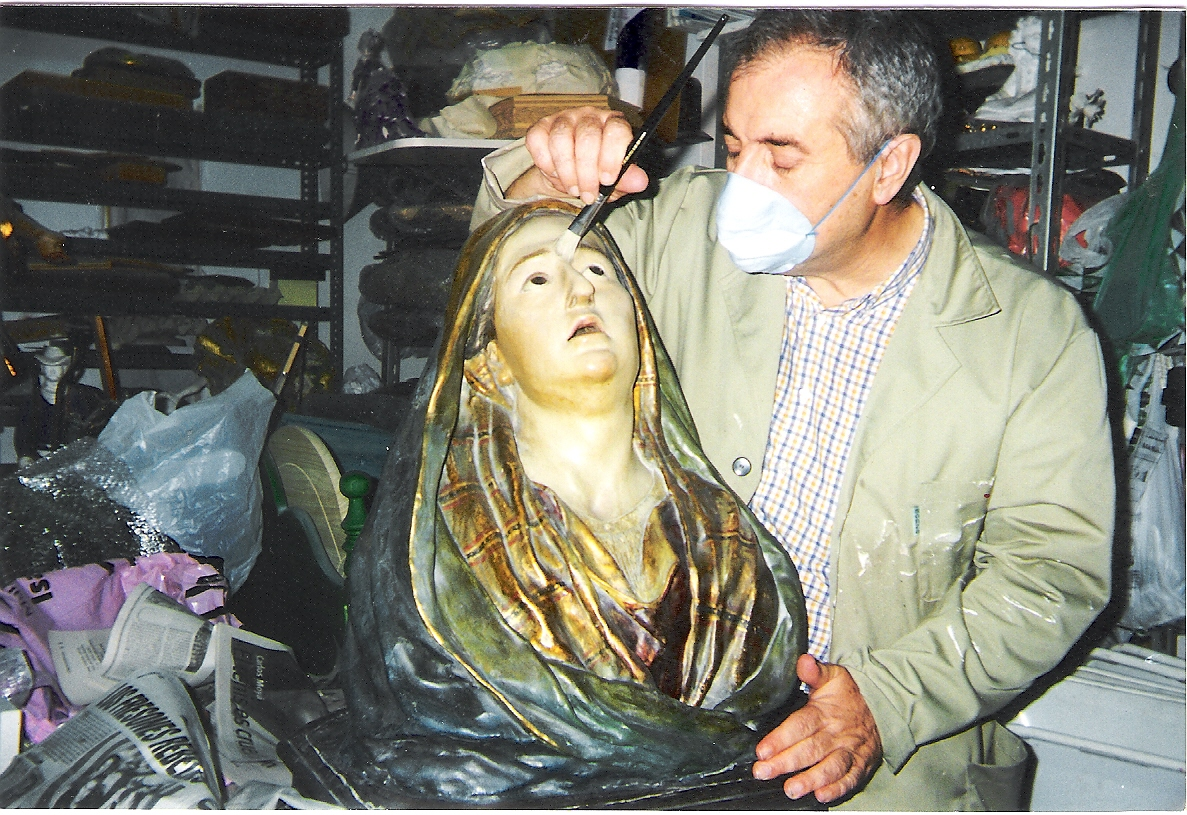
M. Hernández restaurando una dolorosa de la escuela de Salzillo

Se completa esta imprescindible información teórica con numerosos vídeos de realización práctica de los trabajos que comprenden el ciclo completo del aprendizaje de la iconografía: el soporte, la imprimación, el enyesado, el dorado, la pintura y el barnizado. 
También se encuentran publicados vídeos monográficos de otras especialidades referidas a materiales iconográficos (la nogalina, pigmentos a la moleta, cola de conejo, temple al huevo, goma laca, imprimaciones) el policromado, restauración de imágenes y repujado de plata para iconos.

## Exposiciones permanentes
Normalmente, el iconógrafo tiene como norma no exponer en galerías ni en muestras colectivas o individuales a excepción de centros oficiales,  religiosos y muestras de artesanía patrocinadas por  Centros de Artesanía. 
De entre las exposiciones se encuentran, patrocinadas por instituciones como la Universidad de Murcia, Centros de Artesanía de la CARM, Museo de la  Universidad de Murcia, Fundación Caja Murcia, Fundación Integra para Integración de Recursos y Nuevas Tecnologías , Instituto Superior de Ciencias  Religiosas San Fulgencio, CPR de Profesores y Universidad de Almería :
- “Iconos Bizantinos” Colegio Oficial de Ingenieros Técnicos Industriales de la Región de Murcia 2003
- “XVII Jornadas de Arte Bizantino” Asociación Española del Icono Yaroslav. Madrid 2004.
- “Iconos Bizantinos. Escuelas Griegas” Lorca. Feramur. Feria Oficial de Artesanía. 2005.
- “Iconos Bizantinos. Escuelas Rusas” Murcia. Feramur. Feria Oficial de Aratesanía. 2007.
- "Iconos, Ventanas a la Eternidad". Centro Regional de Artesanía de Cartagena. 2012[3][4][5]
- "Ecos de Bizancio". Museo de Almería. 2012[6][7][8]
- “Mysterion”. La visión de lo trascendente en Bizancio“ Exposición y ciclo de conferencias en el Museo Arqueológico de Cartagena durante el curso 2012-2013.[9][10][11]
- “El arte del Icono. Jornadas de Estudios Bizantinos”.  Exposición y ciclo de conferencias patrocinada por el Museo de Almería, Ciudades Antiguas Turismo y Sostenibilidad y el Obispado de Almería, diciembre de 2012 a enero de 2013.
- “Iconografía Bizantina Griega” Exposición  con ciclo de conferencias. Iglesia neogótica de Los Molinos de Papel (Cuenca), 2013.
- “La Mirada Bizantina” Con visitas guiadas a la exposición en el Teatro Romano de Cartagena 2013[12][13][14]
- “La Belleza Inmarcesible” Exposición y el Curso ”Imagen y culto en el Cristianismo Antiguo” dirigido a universitarios  profesores de secundaria e iconógrafos. Museo y Salón de Actos de la Universidad. Murcia 2014.[15][16][17][18][19][20]
- “Días Europeos de Artesanía” Con la participación de Francia, Alemania, Bélgica, Hungría, Italia, Letonia, Portugal, Reino Unido y Suiza. CARM en los años 2012, 2013 y 2014. Exposición y demostraciones prácticas.[21]

Muestras de los iconos de Mariano Hernández se encuentran permanentemente expuestos en muestras renovadas de los Centros de Artesanía de la Región de Murcia de Murcia capital, Lorca y Cartagena así como en el Teatro Romano de Cartagena.